# Pancor (Ketapang)
Pancor is een bestuurslaag in het regentschap Sampang van de provincie Oost-Java, Indonesië. Pancor telt 6812 inwoners (volkstelling 2010).